# Detlef Parr

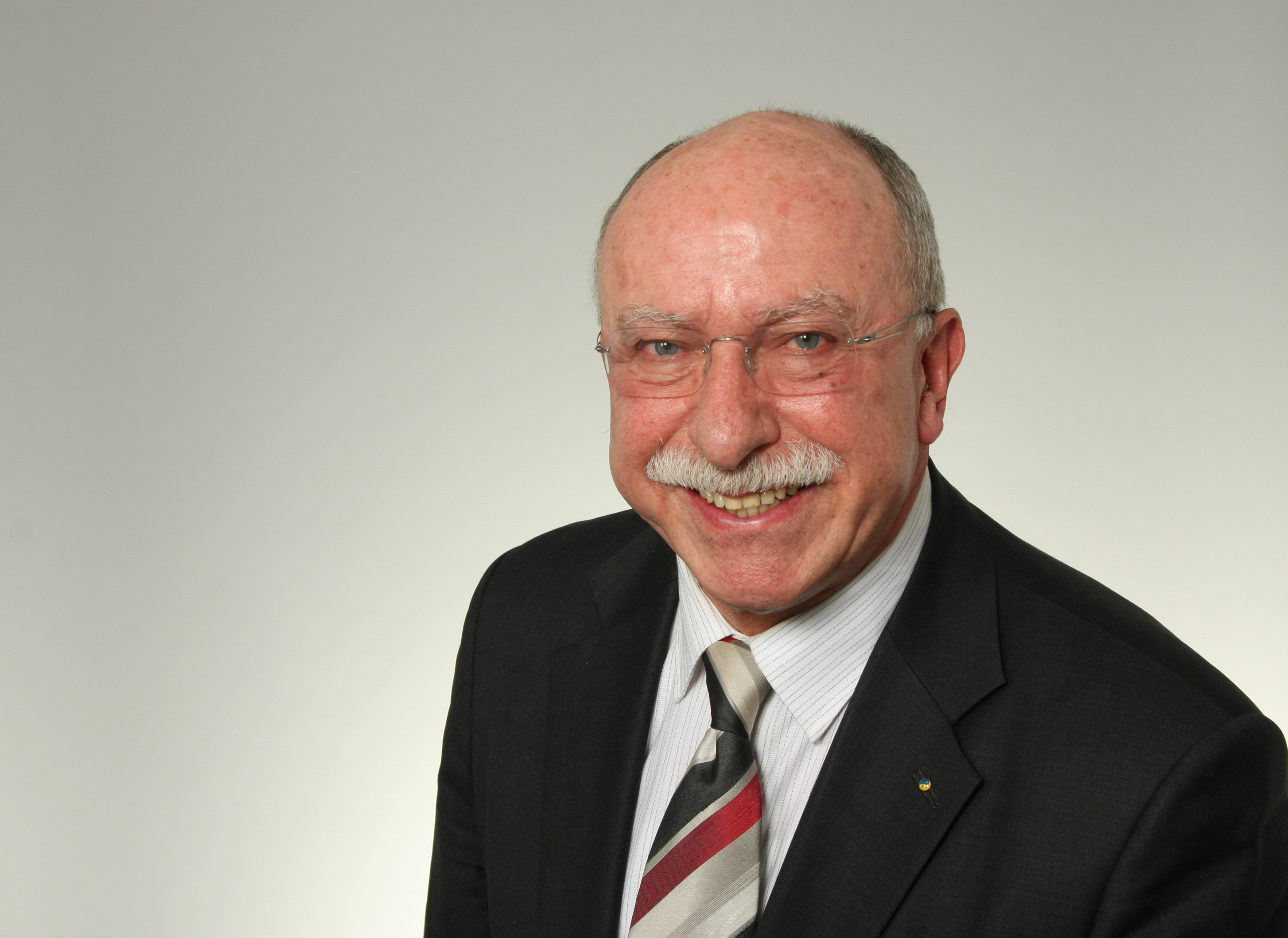
Detlef Parr (2016)

Detlef Parr (* 8. September 1942 in Düsseldorf) ist ein deutscher Politiker (FDP).

## Leben und Beruf
In seiner Jugend war Parr ein erfolgreicher 400 m–Läufer. Nach dem Abitur 1962 am Leibniz-Gymnasium Düsseldorf absolvierte Parr ein Studium der Fächer Englisch und Sport für das Lehramt an Realschulen an der Universität Bonn, der Universität Köln und der Deutschen Sporthochschule Köln, welches er mit dem ersten Staatsexamen beendete. Nach Ableistung des Referendariats bestand er auch das zweite Staatsexamen und war anschließend als Realschullehrer tätig. 1985 wechselte Parr als Fachreferent für Schule und Weiterbildung, Wissenschaft und Forschung, Sport und Kultur zur FDP-Fraktion im Landtag von Nordrhein-Westfalen. 1995 kehrte er als Rektor der Benzenberg-Realschule Düsseldorf in den Schuldienst zurück. Seit 1998 war er beurlaubt. Er ist Vizepräsident für Gesundheit und Familie der Special Olympics Deutschland.
Detlef Parr ist verheiratet und hat fünf Kinder.

## Auszeichnungen
Im Juli 2020 wurde Parr das Bundesverdienstkreuz verliehen.

## Partei
Parr ist seit 1972 Mitglied der FDP. Er ist seit 1987 Vorsitzender des FDP-Kreisverbandes Mettmann, seit 2009 der Ehrenvorsitzende und war von 1996 bis 2004 Vorsitzender des FDP-Bezirksverbandes Düsseldorf. Von 2004 bis 2006 war er außerdem Landesvorsitzender der Liberalen Senioren in Nordrhein-Westfalen. Er hat den Vorsitz der FDP-Bundessportkommission von der ehemaligen Leichtathletin Liesel Westermann übernommen. Sein Stellvertreter war zunächst Arnd Krüger. Er ist Bundesvorsitzender der Liberalen Senioren und beratendes Mitglied im FDP-Bundesvorstand.

## Abgeordneter
Parr gehörte von 1992 bis 1998 dem Kreistag des Kreises Mettmann an.
Am 1. Februar 1994 rückte Parr für den verstorbenen Abgeordneten Hans-Hermann Gattermann in den Bundestag nach, schied aber mit dem Ende der 12. Legislaturperiode schon am 10. November 1994 wieder aus dem Bundestag aus. Von 1998 bis 2009 war Parr erneut Mitglied des Deutschen Bundestages. Hier war er Sprecher der FDP-Bundestagsfraktion für Präventionspolitik, Sucht- und Drogenpolitik sowie für Sportpolitik. Detlef Parr ist stets über die Landesliste Nordrhein-Westfalen in den Bundestag eingezogen.